# Líbia nos Jogos Olímpicos de Verão de 1964
A Líbia competiu nos Jogos Olímpicos pela primeira vez nos Jogos Olímpicos de Verão de 1964 em Tóquio, Japão.